# The Coroner's Toolkit
The Coroner's Toolkit (ou TCT) é um conjunto de programas livres de segurança de computadores desenvolvidos por Dan Farmer e Wietse Venema para análise forense digital. O conjunto de ferramentas é executado sob vários sistemas operacionais relacionados ao Unix: FreeBSD, OpenBSD, BSD/OS, SunOS/Solaris, Linux e HP-UX. O TCT é lançado sob os termos da Licença Pública da IBM.
Partes do TCT podem ser usadas para auxiliar na análise e recuperação de dados de desastres de computador.
O TCT foi substituído pelo The Sleuth Kit (TSK) e, embora o TSK seja apenas parcialmente baseado no TCT, os autores da TCT o aceitaram como sucessor oficial do TCT.